# 5. bataljon (Slovensko domobranstvo)
5. bataljon je bil bataljon, ki je deloval v sestavi Slovenskega domobranstva med drugo svetovno vojno.

## Zgodovina
Bataljon je bil ustanovljen oktobra 1943 in decembra 1943 razpuščen. Varoval je južno železnico.

## Poveljstvo
Poveljniki
- stotnik Ludvik Kolman
- stotnik Miroljub Stamenković